# Кутереброз

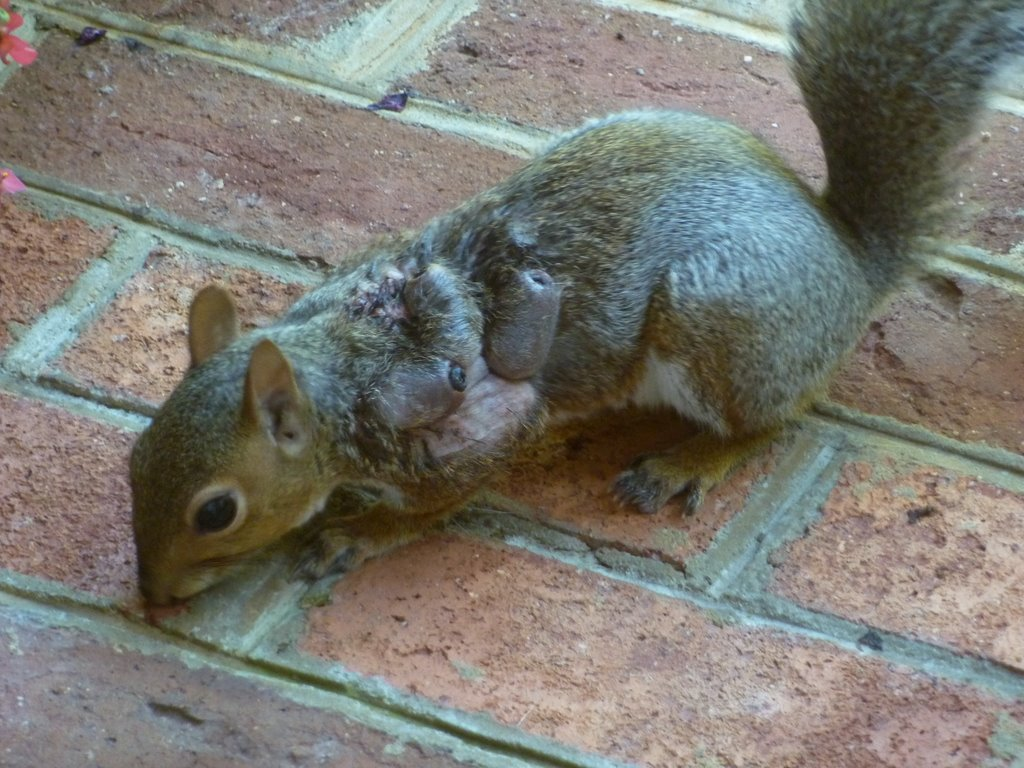
Белка, инфицированная кутереброзом

Кутереброз (Cuterebriasis; Cuterebrosis; Cuterebrid myiasis) — миаз человека и животных, возбудителями которых являются двукрылые рода Cuterebra. Чаще всего поражается кожа.

## Cuterebriasis человека
Cuterebra (сем. Oestridae) обитает в Южной Америке. Заболевают чаще дети и лица, занимающиеся садоводством.
Человек заражается редко. Личинки проникают через слизистые оболочки, ссадины или поврежденную кожу.
Личинки Cuterebra были найдены в подкожных узелках глаз, носовых путях и в ротоглотке, в трахеобронхиальном пространстве.
При кожном миазе личинки проникают через кожу или слизистые оболочки носа, глаз, рта или ануса. Почти все случаи заболевания человека происходят в августе, сентябре или октябре. Типичные поражение имеют вид 2-20 мм красных папул или узелков с центральной порой, через которую дышит паразит. Личинка иногда видна через эту пору. Могут наблюдаться серозные или гнойные выделения, зуд. Больные испытывают ощущение движения в пределах поражения.
При фурункулярном миазе у больного развиваются папулёзные поражения на поражённом участке тела, зуд, эритематозные папулы.
Известны случаи трахеолегочного миаза (см. Назальный миаз), вызванного личинками Cuterebra fontinella. При этом у больного наблюдается коклюш, временами кровавая мокрота (иногда с личинками длиной ок. 17,5 мм), без лихорадки. Гемограмма показывает высокую эозинофилию (эозинофилов 2,03×109/литр) и количество лейкоцитов в 1,04×1010/литр.
Паразиты могут локализоваться в органах зрения, вызывая офтальмомиаз носовой полости.
Лечение заключается в удалении паразитов.

## Cuterebriasis домашних животных
Cuterebra поражает кроликов и других домашних животных. Инвазия может привести к слепоте. У кошек встречается кутеребральная инвазия мозга. Может возникнуть депрессия, слепота, некроз и т.д.. Локализация личинок в трахее может вызвать летаргию, лихорадку, чиханье, одышку и смерть кошки.